# 마법소녀 대전
마법소녀 대전(Magica Wars, 魔法少女大戦)은 인터넷 TV 버라이어티 쇼 2.5 지겐테레비가 만든 미디어 프랜차이즈이다. 2013년 12월 20일에 출시된 마법소녀 대전 Lock On!(魔法少女大戦 Lock On!)이라는 iOS 게임으로 구성되어 있다. 2014년 1월 DMM 게임스의 마법소녀 대전 택틱스(TACTICS)라는 무료 플레이 스마트폰 브라우저 게임이 출시됐다. 플레이스테이션 비타 게임은 2014년 3월 27일에 출시되었다. 가이낙스의 애니메이션 TV 시리즈는 2014년 4월 8일에 방영됐다.
이 프랜차이즈는 일본의 47개 현을 의인화하며, 각 현은 마법 소녀로 대표된다. 캐릭터 디자인은 아트 사이트 픽시브의 콘테스트를 통해 결정된다. 각 소녀의 성우는 그들이 대표하는 현에서 태어났다.